# Raquel Mello
Raquel Maria de Melo Carvalho mais conhecida como Raquel Mello (Pernambuco, Recife 11 de julho de 1966) é uma cantora brasileira de música gospel.

## Biografia
É ex-integrante do grupo vocal Kades Singers, onde permaneceu por dez anos, lançado cinco álbuns com o grupo, seis solo e uma coletânea lançada pela MK Music com 15 sucessos de sua trajetória na MK Publicitá. Já foi indicada ao Troféu Talento em 2007, na categoria Revelação.
Aos 23 anos, Raquel foi convidada para participar de um seletivo coral em Atibaia, São Paulo. Durante dois anos, ela acompanhou o grupo, cantando por todo o Brasil. Em seguida, foi selecionada entre 32 jovens para uma turnê de seis meses nos Estados Unidos, onde percorreu 27 estados levando a palavra de Deus em forma de canção.
Raquel Mello formou o grupo Klim Kideshim, em Campinas, São Paulo, permanecendo com o grupo durante cinco anos. Depois, integrou-se ao Kades Singers por 10 anos, no qual gravou cinco CDs juntamente com o grupo musical. Como cantora solo, ela já possui sete álbuns lançados: Minha gratidão, Não há limites e Deus não me esqueceu, todos por outra gravadora. Além de Visão de Vencedor, Sinas de Deus, Passos de Fé e seu mais novo lançamento, Há um Deus no Céu, pela Central Gospel Music.
Além de ter talento para louvar, Raquel também foi presenteada com o dom de compor. Suas composições levam aos ouvintes a conhecerem e adorarem a Deus e fazem a diferença na vida de muitas pessoas. Suas canções já foram gravadas por cantoras como Fernanda Brum, Kades Singers, Kelly Blima, entre outros.
Hoje em dia a cantora é membro da ADVEC OFICIAL (PENHA), liderada pelo  Pastor Presidente Pr. Silas Malafaia , onde congrega junto com sua família. Ela também promove workshop de técnica vocal, que desperta nas pessoas o desejo de adorar a Deus com dedicação e aprimoramento, oferecendo a Ele o melhor louvor. Raquel é casada com o Pr. Marco Moreno.

## Discografia
No Kades Singers
Como Cantora Solo
- 1999: Minha Gratidão
- 2002: Não Há Limites
- 2006: Deus Não Me Esqueceu
- 2007: Visão de Vencedor
- 2009: Sinais de Deus
- 2011: Passos de Fé
- 2014: Há um Deus no Céu

## Participações em outros projetos
- 1996: CD Brother Simion - A Promessa - (vocal de apoio, vocal em "Pastor de Israel")
- 1997: CD Marina de Oliveira - Special Edition (vocal de apoio)
- 1998: CD Fernanda Brum - Sonhos (vocal de apoio)
- 1998: CD e VHS Canta Rio 98 - Jingle Canta Rio 98 (com Leonardo Lois)
- 1998: Cast MK - Uma linda história
- 1999: CD Marina de Oliveira - Coração Adorador (vocal de apoio e dueto na canção Senhor Jesus)
- 1999: CD e VHS Canta Rio 99 - Jingle Canta Rio 99 (com Leonardo Lois) e Minha gratidão
- 2000: CD Canta Brasil 500 - Jingle Canta Brasil 500
- 2000: VHS Canta Brasil 500 - Recomeço
- 2002: CD Marina de Oliveira - Um novo cântico (vocal de apoio)
- 2002: CD e VHS Jingle Canta Rio 2002 (com Kades Singers) e Tua Face
- 2002: Cast MK - Unidos pelo amor construiremos um Brasil melhor
- 2002: Cast MK - Feliz natal e um lindo ano todo
- 2005: CD Sérgio Lopes - Lentilhas (vocal de apoio)
- 2005: CD Chris Durán - Renúncia (vocal de apoio)
- 2006: Trilha Sonora da Disney - O cão e a Raposa 2
- 2006: Trilha Sonora da Disney - Irmão Urso 2
- 2007: Cantata de Natal: O Amor Nasceu - Solo em "Digno é o Senhor"
- 2007: DVD Line Records 15 Anos -  (vocal de apoio)
- 2010: Ao Deus Vivo - Alfa e Ômega (Com Rachel Malafaia e Danielle Cristina)
- 2011: CD Lenilton e amigos - Para sempre (vocal em "Nossa História")[3]
- 2012: Alfa e ômega: Rachel Malafaia ( Participação especial)
- 2016: Ele é Deus: Danielle Cristina (Dueto)